# 22.º distrito congresional de California
El 22.º distrito congresional es un distrito congresional que elige a un Representante para la Cámara de Representantes de los Estados Unidos por el estado de California. Según la Oficina del Censo, en 2011 el distrito tenía una población de 784 092 habitantes. El distrito está representado por la republicana Connie Conway.

## Geografía
El 22.º distrito congresional se encuentra ubicado en las coordenadas 36°28′37″N 119°23′22″O / 36.4768606, -119.3895513.

## Demografía
Según la Oficina del Censo de los Estados Unidos, en 2011 había 784 092 personas residiendo en el 22.º distrito congresional. De los 784 092 habitantes, el distrito estaba compuesto por 599 017 (76.4%) blancos; de esos, 571 490 (72.9%) eran blancos no latinos o hispanos. Además 50 891 (6.5%) eran afroamericanos o negros, 8 847 (1.1%) eran nativos de Alaska o amerindios, 30 450 (3.9%) eran asiáticos, 992 (0.1%) eran nativos de Hawái o isleños del Pacífico, 89 811 (11.5%) eran de otras razas y 31 611 (4%) pertenecían a dos o más razas. Del total de la población 242 935 (31%) eran hispanos o latinos de cualquier raza; 213 248 (27.2%) eran de ascendencia mexicana, 3 348 (0.4%) puertorriqueña y 918 (0.1%) cubana. Además del inglés, 3 517 (20.2%) personas mayor a cinco años de edad hablaban español perfectamente.
El número total de hogares en el distrito era de 263 133 y el 71.8% eran familias en la cual el 35.3 tenían menores de 18 años de edad viviendo con ellos. De todas las familias viviendo en el distrito, solamente el 52.1% eran matrimonios. Del total de hogares en el distrito, el 6.4 eran parejas que no estaban casadas, mientras que el 0.4% eran parejas del mismo sexo. El promedio de personas por hogar era de 2.84. 
En 2011 los ingresos medios por hogar en el distrito congresional eran de US$52 749, y los ingresos medios por familia eran de US$76 088. Los hogares que no formaban una familia tenían unos ingresos de US$75 505. El salario promedio de tiempo completo para los hombres era de US$51 658 frente a los US$38 188 para las mujeres. La renta per cápita para el distrito era de US$23 791. Alrededor del 13.6% de la población estaban por debajo del umbral de pobreza.